# Liste der Flüsse in Delaware
Dies ist eine Liste der Flüsse im US-Bundesstaat Delaware in alphabetischer Reihenfolge:
A

- Appoquinimink River

B

- Blackbird Creek
- Brandywine Creek
- Broadkill River

C

- Cedar Creek
- Choptank River
- Christina River

D

- Delaware River

I

- Indian River

L

- Leipsic River
- Little River

M

- Marshyhope Creek
- Mispillion River
- Murderkill River

N

- Nanticoke River

P

- Pepper Creek
- Pocomoke River

R

- Red Clay Creek

S

- St. Jones River
- Sassafras River
- Smyrna River

W

- White Clay Creek (Christina River)  im New Castle County, Delaware